# Marko Mutapčić
Marko Mutapčić (* 16. Juni 1965) ist ein ehemaliger kroatischer Fußballspieler.

## Karriere
Marko Mutapčić war zum Beginn seiner Karriere in Jugoslawien aktiv und kam später nach Deutschland, wo er zunächst für den TSV Bernhausen und den SV Rot aktiv war. 1991 folgte der Wechsel zu den TSF Ditzingen in die Regionalliga Süd. Nach zwei Spielzeiten wurde Mutapčić 1993 von den Stuttgarter Kickers verpflichtet. Am 25. August 1993 gab er beim DFB-Pokal-Spiel bei Werder Bremen sein Pflichtspieldebüt im Trikot der Kickers. Drei Tage später stand er beim 2. Bundesliga-Heimspiel gegen den FC St. Pauli in der Startformation. Auch die folgenden beiden Partien absolvierte der Kroate über 90 Minuten, kam danach jedoch nicht mehr zum Einsatz. Nach Stationen beim VfR Pforzheim und dem SSV Reutlingen 05 verließ Mutapčić Deutschland und schloss sich dem österreichischen Zweitligisten Schwarz-Weiß Bregenz an. Dort gelang ihm 1999 mit dem Klub der Aufstieg in die Bundesliga. Nach der folgenden Spielzeit kehrte Mutapčić wieder nach Deutschland zurück und schloss sich erneut dem Oberligisten TSF Ditzingen an. Ab 2001 war Mutapčić zunächst als Spielertrainer und später auch als Trainer bei zahlreichen Vereinen im Großraum Stuttgart tätig.